# Rokokó
A rokokó (a francia „rocaille” szóból) vagy késő barokk, a barokk művészet folytatása a 18. század második és harmadik negyedében. Az iparművészetben XV. Lajos-stílus nevet is viseli, mert ez a művészeti stílus XV. Lajos francia király udvarában bontakozott ki.

## Története
A 18. század elején Franciaországban létrejött ez az új stílus, mely a kifinomult arisztokrácia könnyed életvitelét környezetének kialakításával is hangsúlyozni akarta. Már XIV. Lajos korában érezhető volt egyfajta szembenállás a hivatalos barokk stílus szigora ellen. Az ellenzők könnyedebb, díszítettebb stílust akartak létrehozni szeszélyesen aszimmetrikus, szabálytalan vonalvezetéssel. XV. Lajos idején egy gazdasági fellendülés is megfigyelhető volt, aminek hatására megnőtt a kényelemre, a luxusra való igény. Ez mutatkozik meg a társasági élet kifinomultságában, a szalonok nőies bájában, nagyvilági életében. Ehhez a hangulathoz a barokk nehézkessége, drámaisága helyett egy árnyaltabb, játékosabb, a korábbinál jóval könnyedebb stílus kívánkozott.

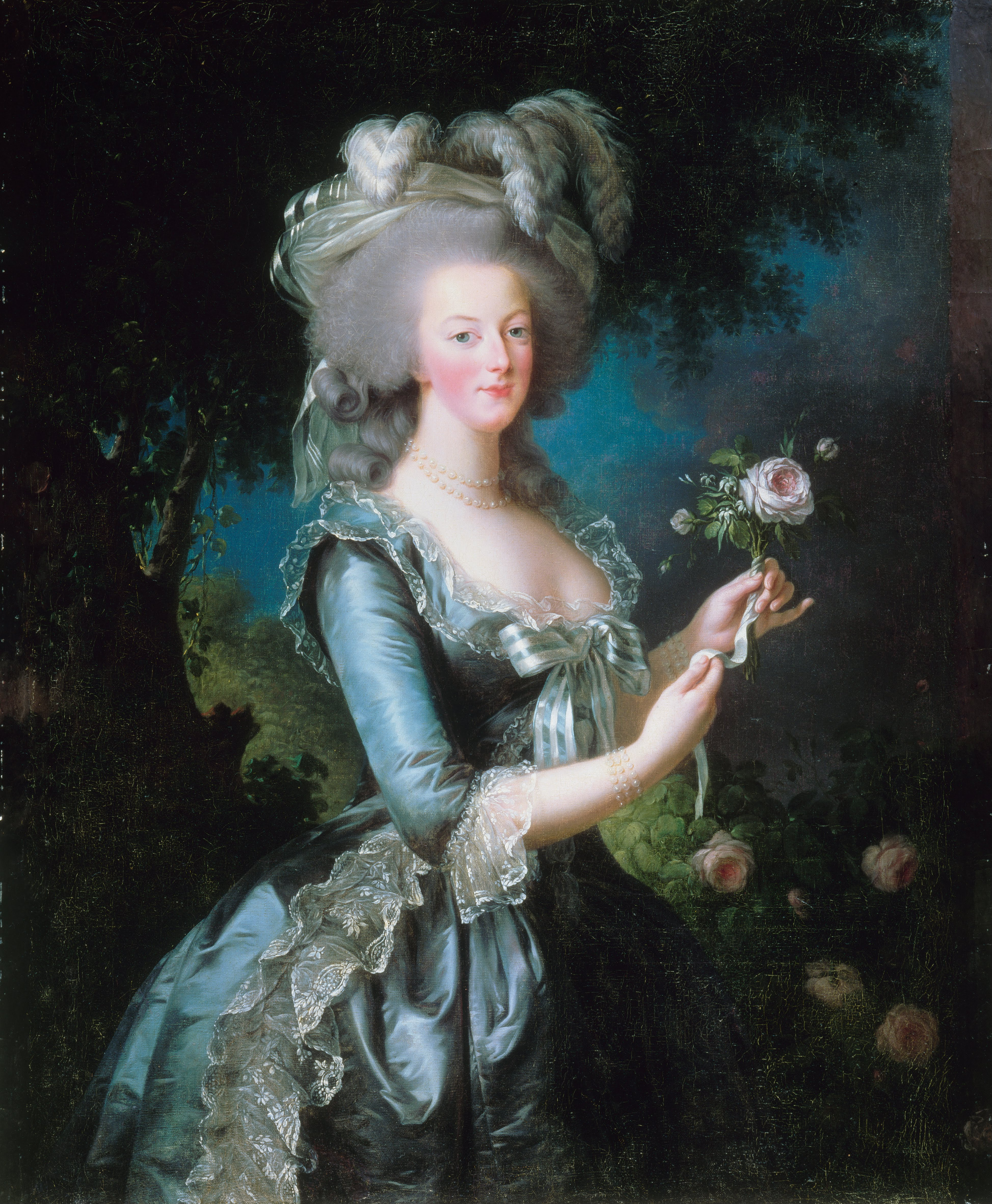
A francia festőnő, Élisabeth Vigée Le Brun rokokó stílusú portréja Mária Antóniáról

## Franciaország
A rokokó XV. Lajos uralkodása alatt jelent meg Párizsban és 1723 és 1759 között virágzott.  A stílust különösen a szalonokban használták, a vendégek lenyűgözésére és szórakoztatására.
A stílus vezető bútortervezői és kézművesei többek között Juste-Aurele Meissonier, Charles Cressent és Nicolas Pineau.

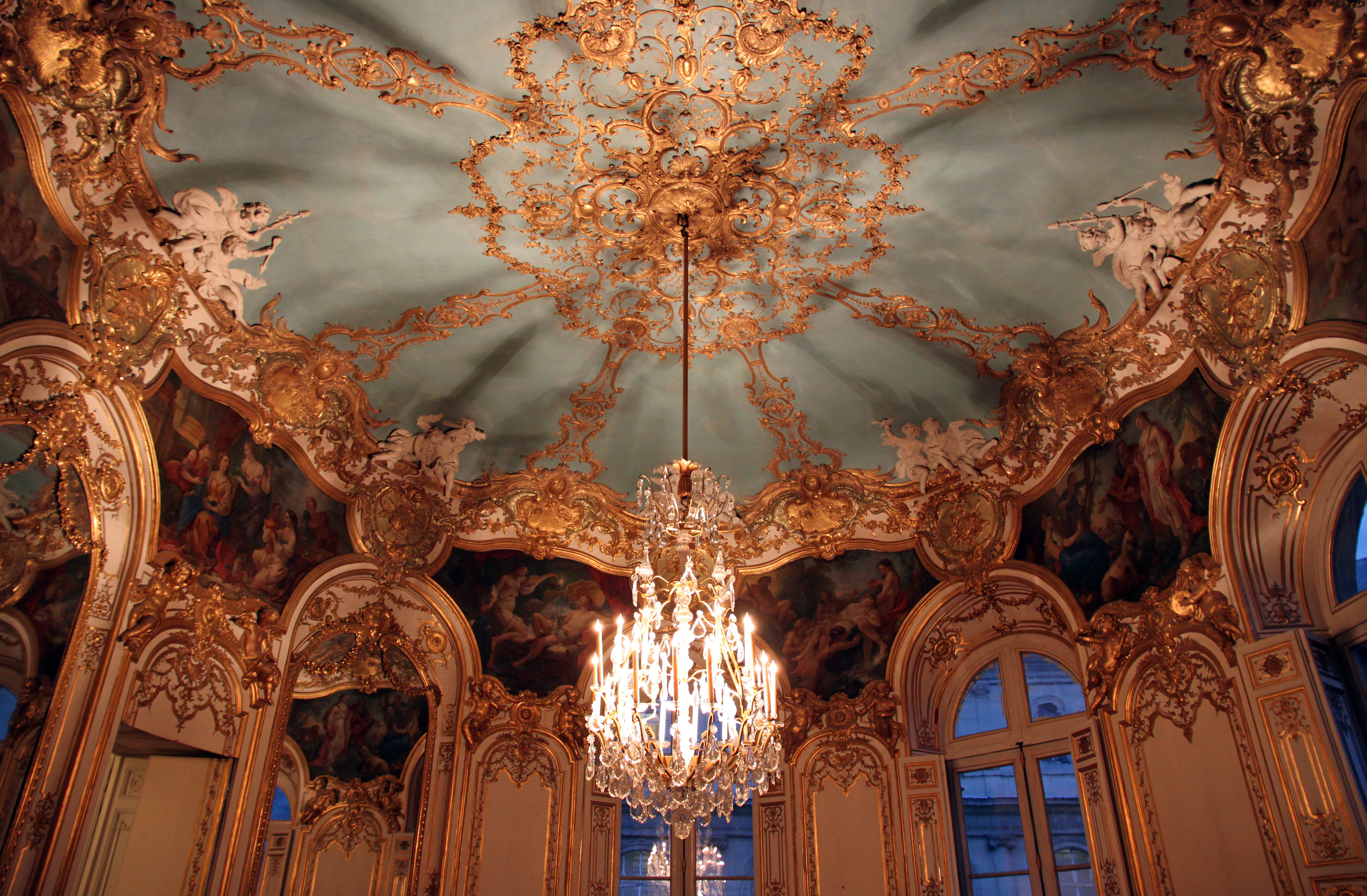
A párizsi Hôtel de Soubise szalonja (1735-1740), Germain Boffrand
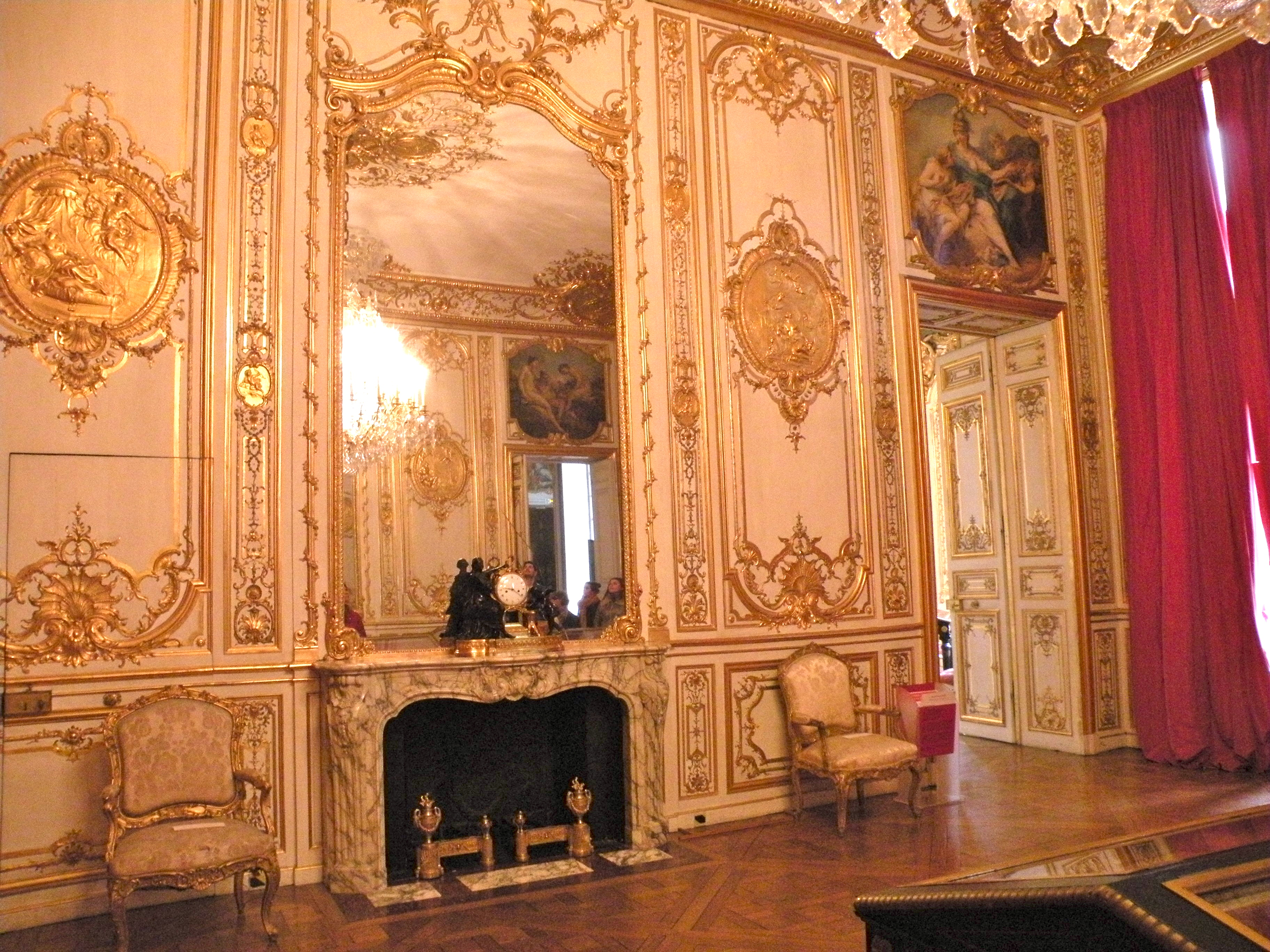
Hercegi szalon, ma Hôtel de Soubise (1735-1740)
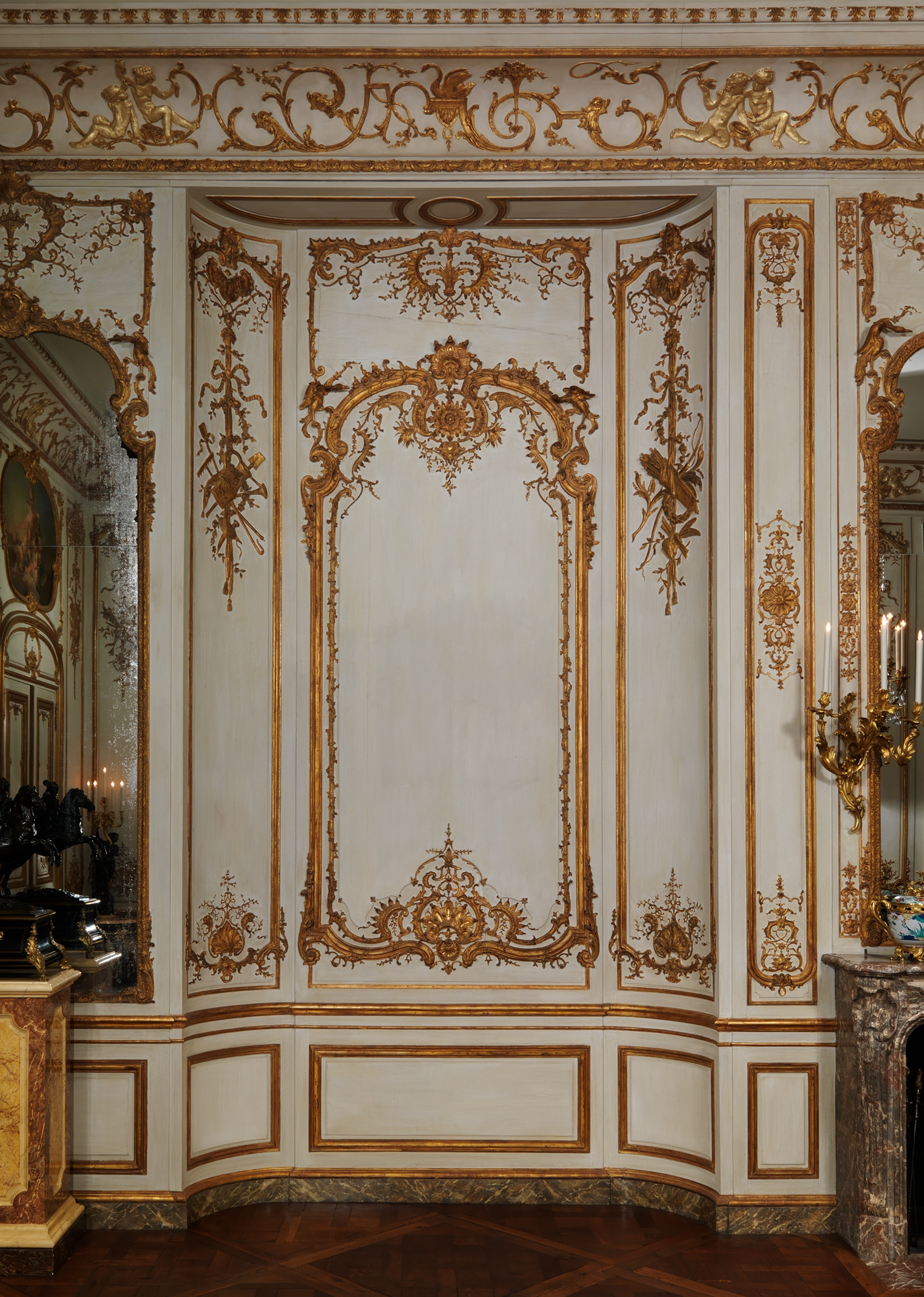
Nicolas Pineau munkája a mai Hôtel de Varengeville-ben (1735)
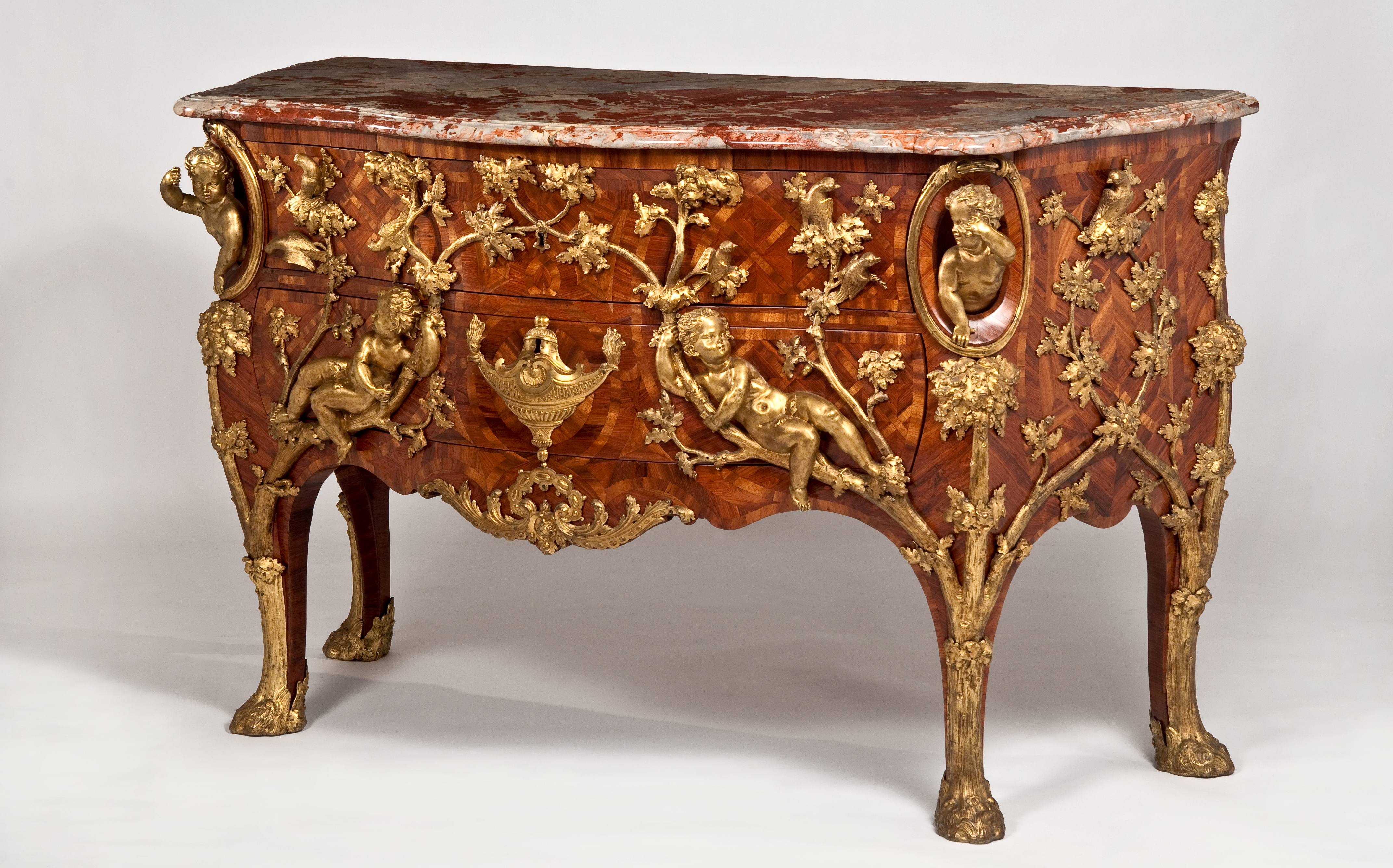
Charles Cressent komódja (1730), Waddesdon Manor
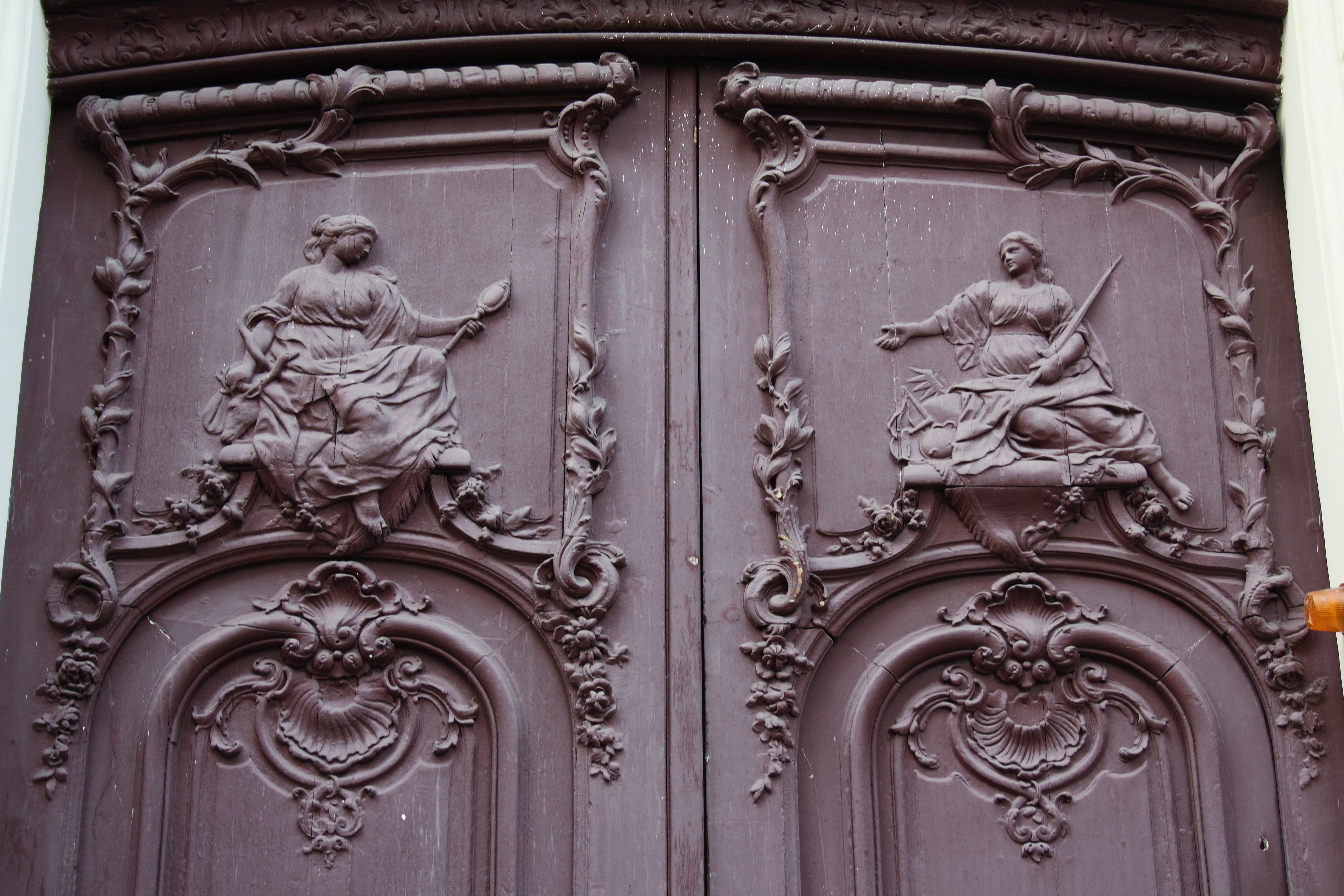
Részlet a párizsi mai Hôtel de Samuel Bernard ajtajáról (1740-es évek)

## Építészet

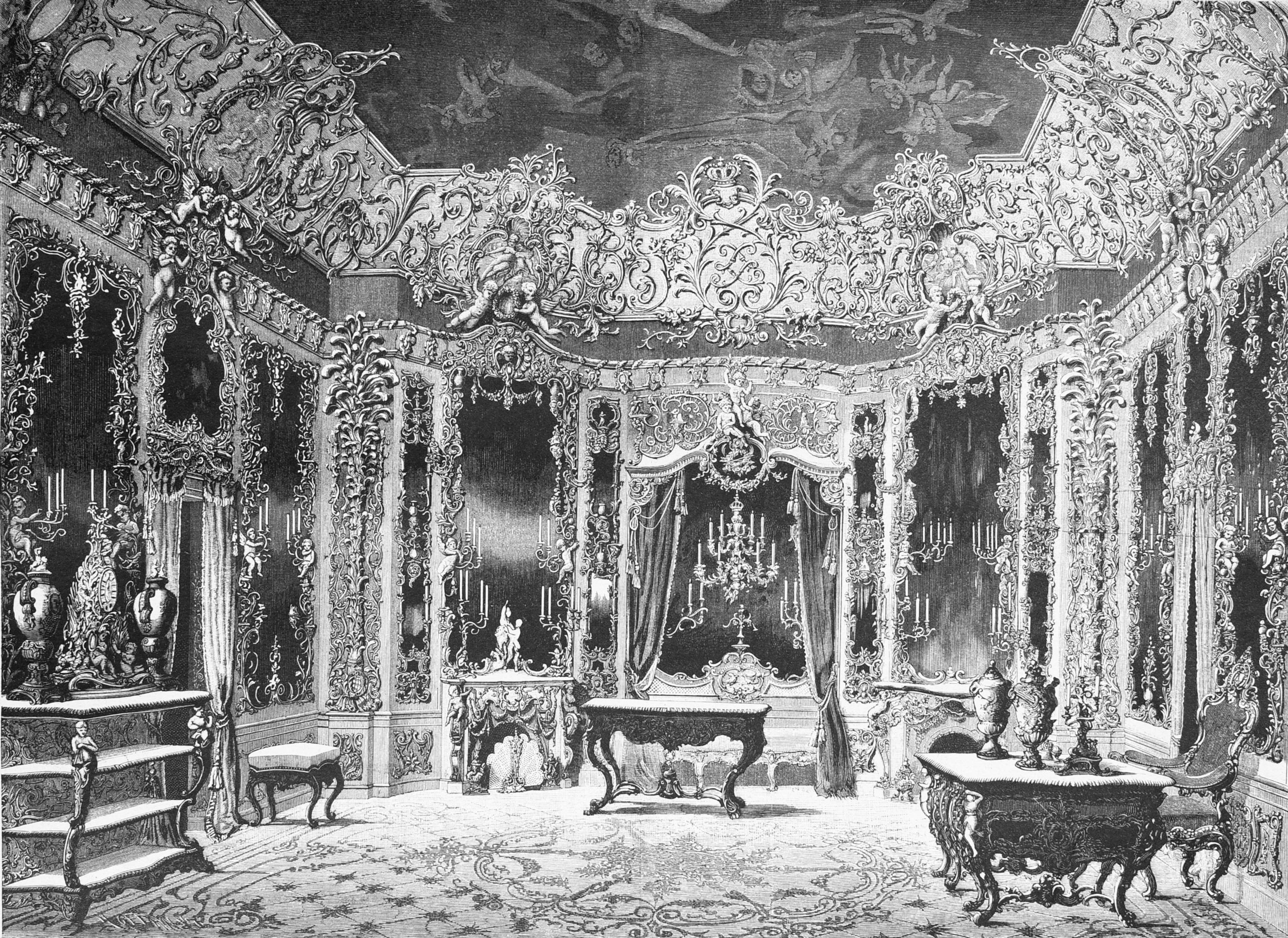
Linderhof kastély, tükörterem

A rokokó elsősorban díszítőstílus, főképpen épületek, belső terek, bútorok stb. díszítésére volt alkalmas. Különálló rokokó építészet nem létezik, a kor épületei külsőleg klasszikus szigorúságot és józanságot árulnak el. A lakóházak többnyire patkóalakban épülnek, különösen az épületek központi részét emelik ki rizalittal. A belső díszítésnek jellemző vonása, hogy minden szilárd, erélyes formát könnyed, cifrán és többszörösen hajlított görbe vonalakban old föl. Változatosan hajlított, hullámos, szeszélyesen cikornyás vonalak alkotják fő jellemét, amit minden országban egyaránt megtart.
Gyakori motívumok a csigák és kagylók, növényi részek, főleg folyondárok és virágok, melyek aszimmetrikusan vannak elrendezve. A homlokzatokat olykor puttók is díszítik. A stílus Franciaországban és a Német-Római Birodalom területein jelentős.

### Ismertebb épületek

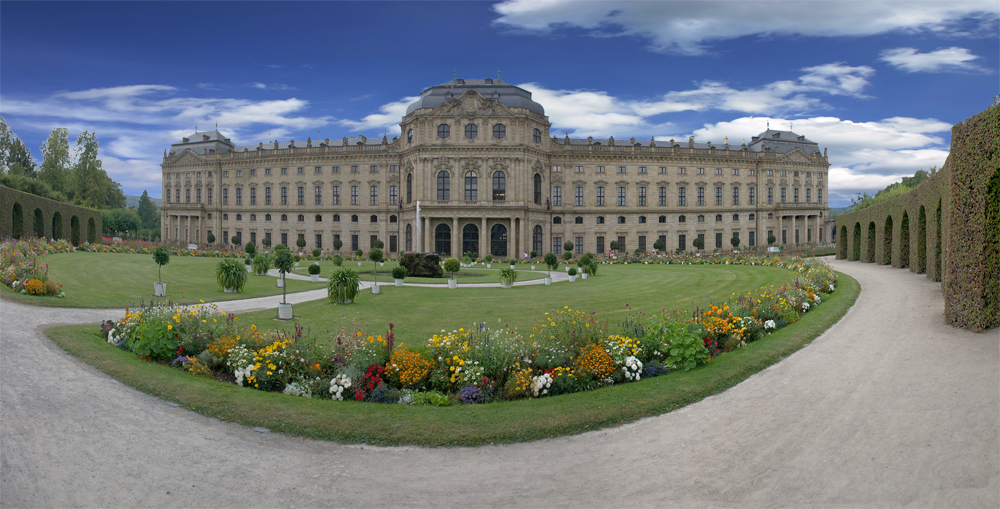
A würzburgi püspöki palota

- Balthasar Neumann: a würzburgi püspöki palota
- Matthäus Daniel Pöppelmann: a drezdai Zwinger
- Wieskirche, zarándoktemplom Bajorországban
- Hotel de Soubise Párizs 3. kerületében, a Soubise herceg és hercegnő szállójaként épült
- François Cuvilliés: Amalienburg (a müncheni Nymphenburg-palota parkjában)
- François Cuvilliés: a müncheni Residenz színháza
- ún. Reiche Zimmer (gazdag termek) a müncheni Residenz-ben
- Katalin-palota, Szentpétervár

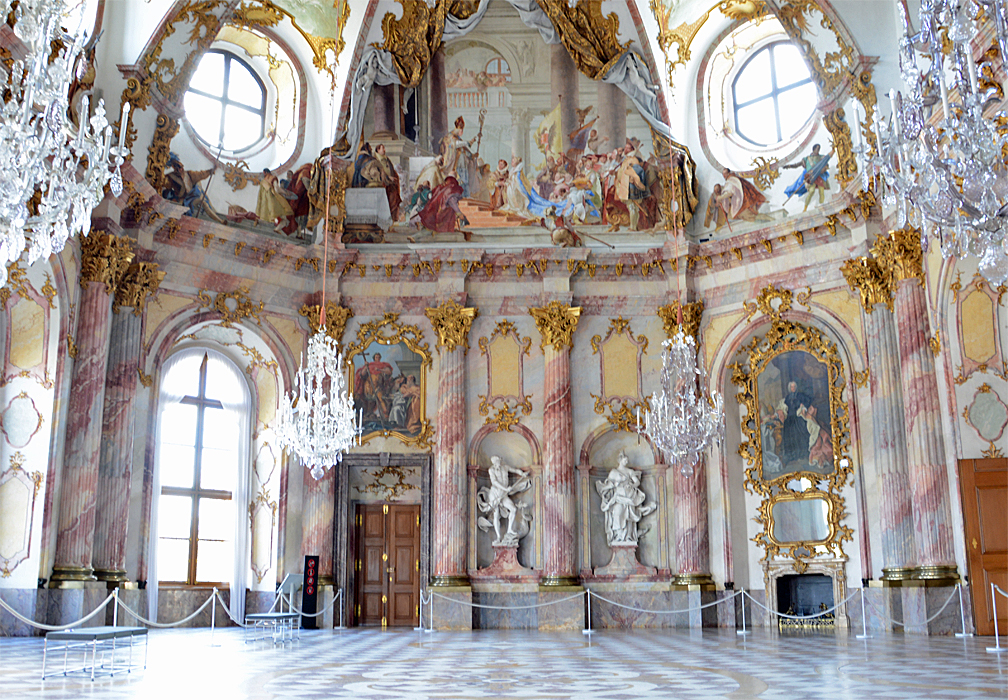
Kaisersaal a würzburgi rezidenciában, Balthasar Neumann (1749-1751)
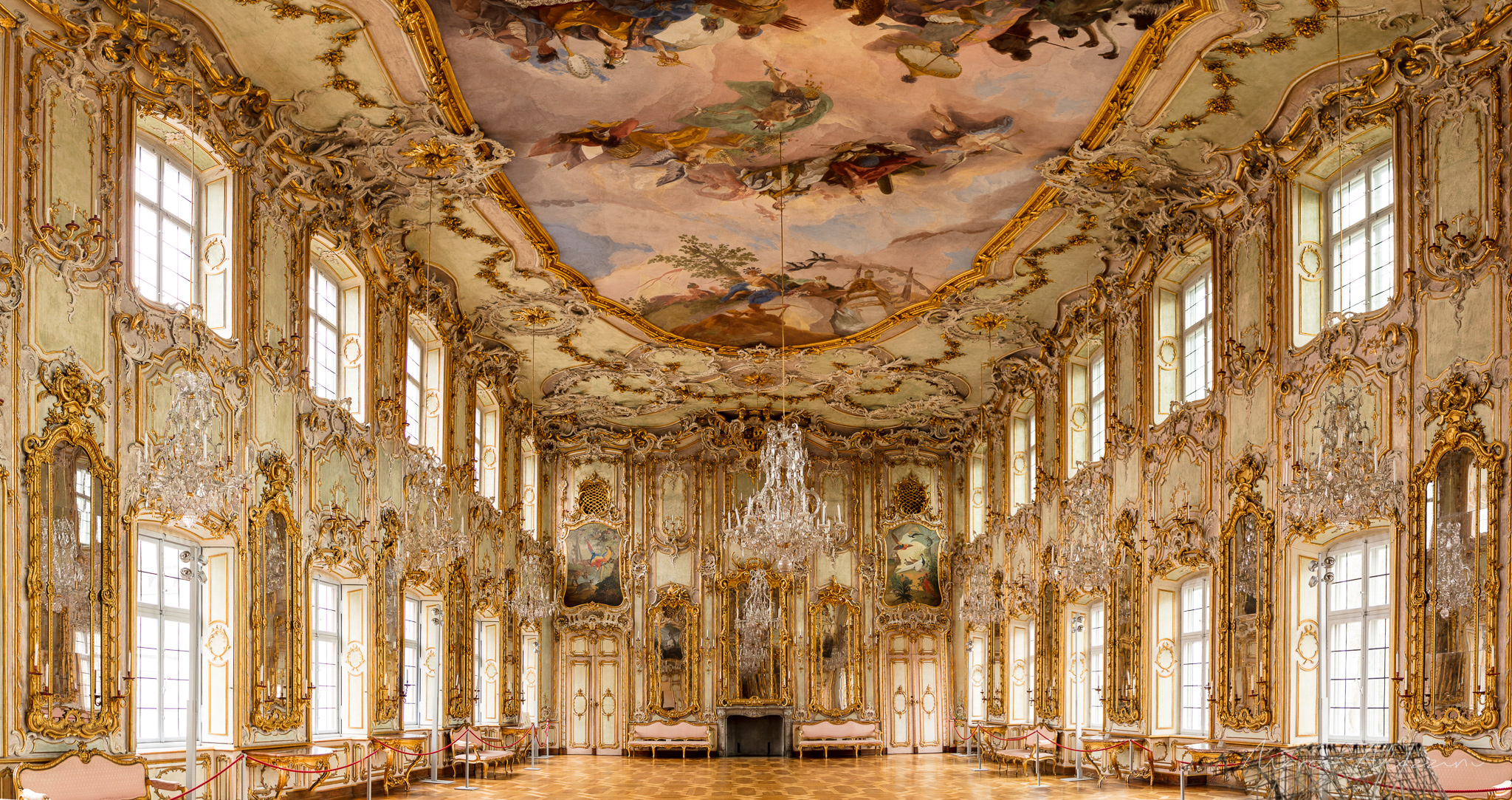
Carl Albert von Lespilliez (1765-1770) az augsburgi Schaezlerpalais fesztiválterme
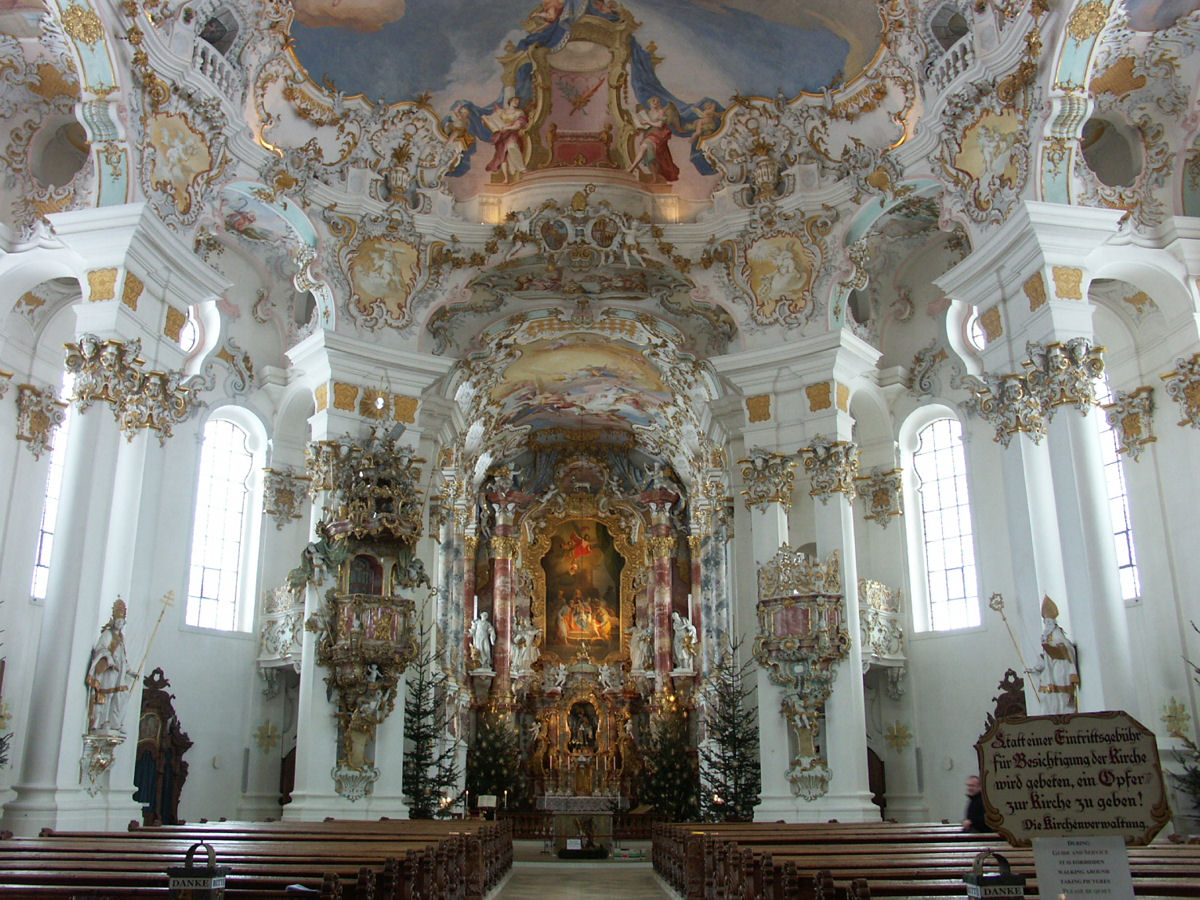
A Wieskirche, Dominikus Zimmermann (1745-1754)

Magyarországon
- Volt Fehérkereszt Vendégfogadó Budapesten a Batthyány téren
- Esterházy-kastély, Fertődön

## Képzőművészetek

### Festészet

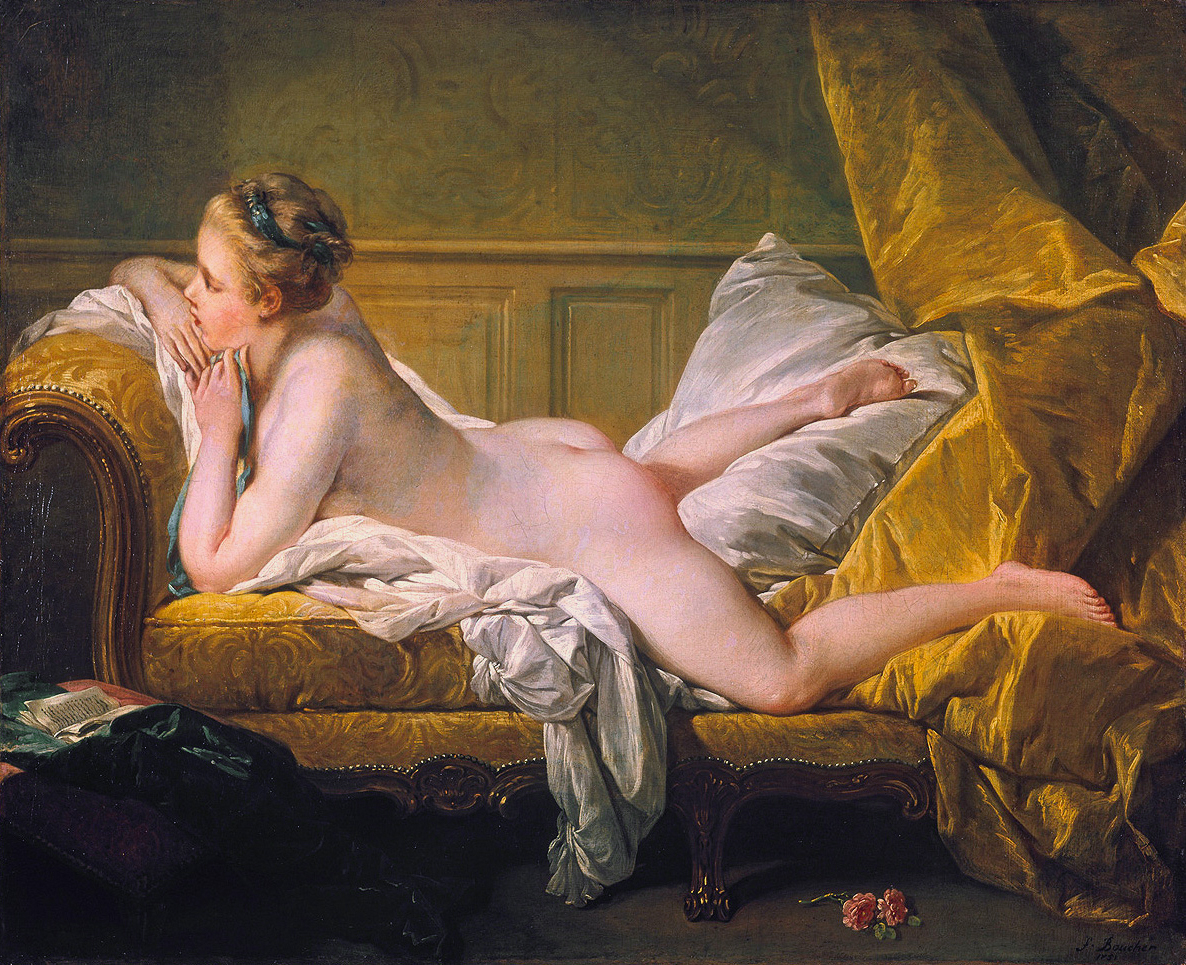
François Boucher: A szőke odaliszk (1751)

Rokokó festészetről csak ott beszélhetünk, ahol a festmény beleillik a stukkóval díszített, porcelánszobrocskáktól zsúfolt terembe. Az ilyen festmény jellemzői az érzelmesség, a finom erotika, aprólékos kidolgozás. 
A legkedveltebb műfaj a zsánerkép (életkép), ez fejezte ki az arisztokrácia igényeit. Emellett számos mitológiai tárgyú kép is készült, illetve apró portrék, úgynevezett miniatűrök. A rokokó erotikus festészet egyik leghíresebb alkotása François Boucher festménye, A szőke odaliszk (1751).
A rokokó első jelentkezése a festészetben Watteau életműve volt.
Híresebb francia festőművészei:
- Jean-Antoine Watteau
- François Le Moyne
- Jean-Marc Nattier
- Charles-Joseph Natoire
- François Boucher
- Jean-Honoré Fragonard

Antoine Watteau, L'embarquement pour Cythère (1717)
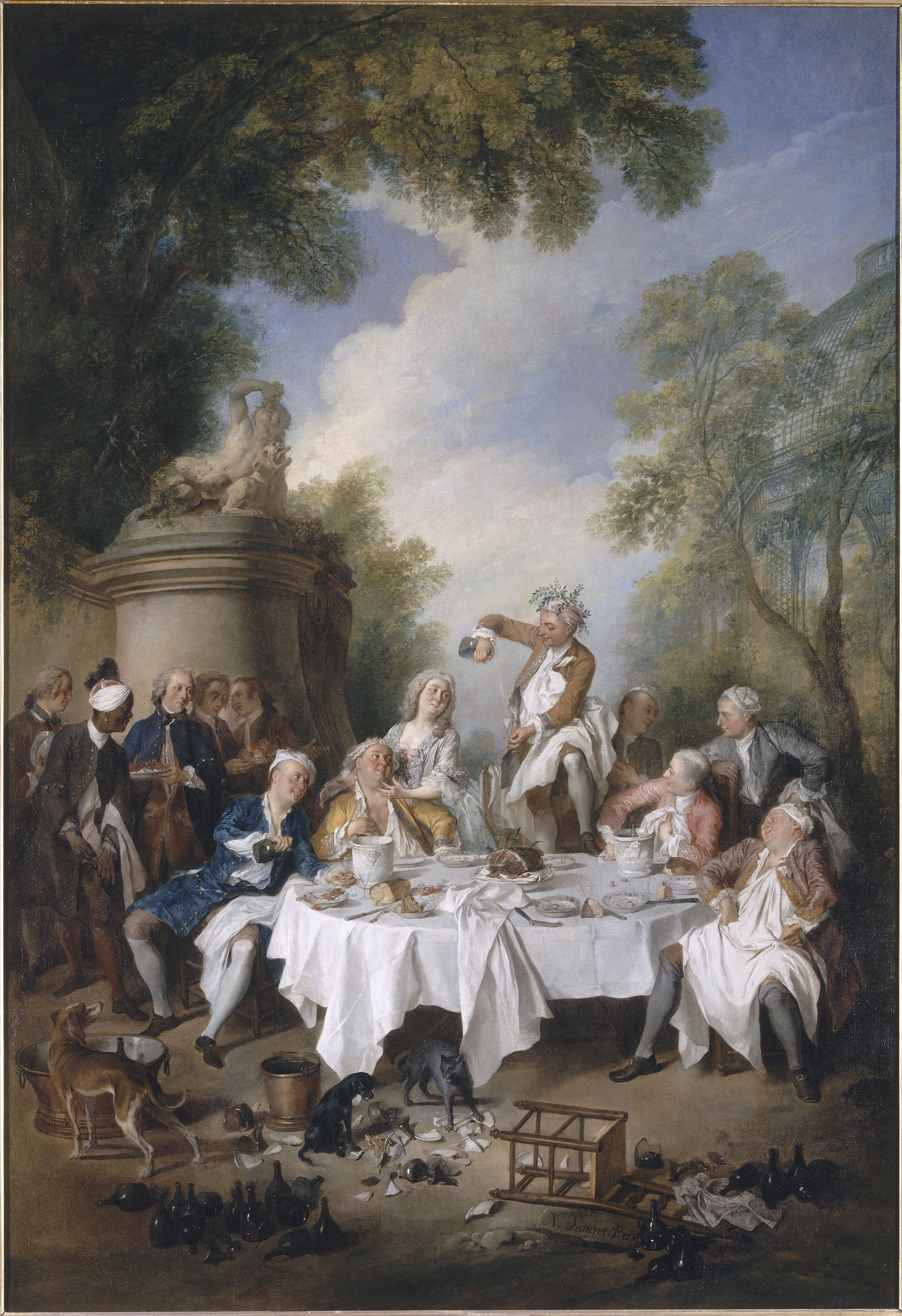
Nicolas Lancret "Le Déjeuner de jambon" (1735)
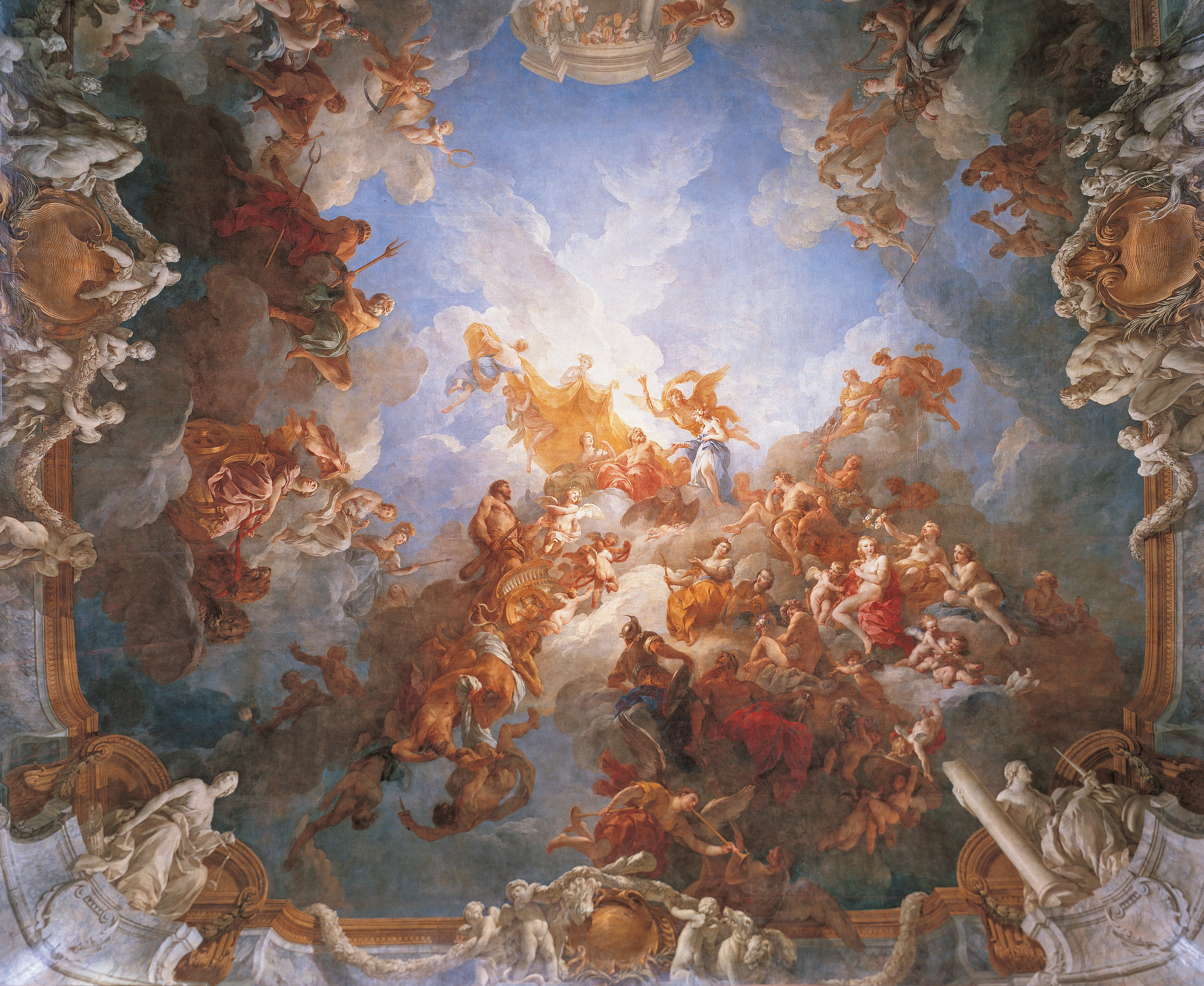
François Lemoyne Hercules szalonjának mennyezete (1735)
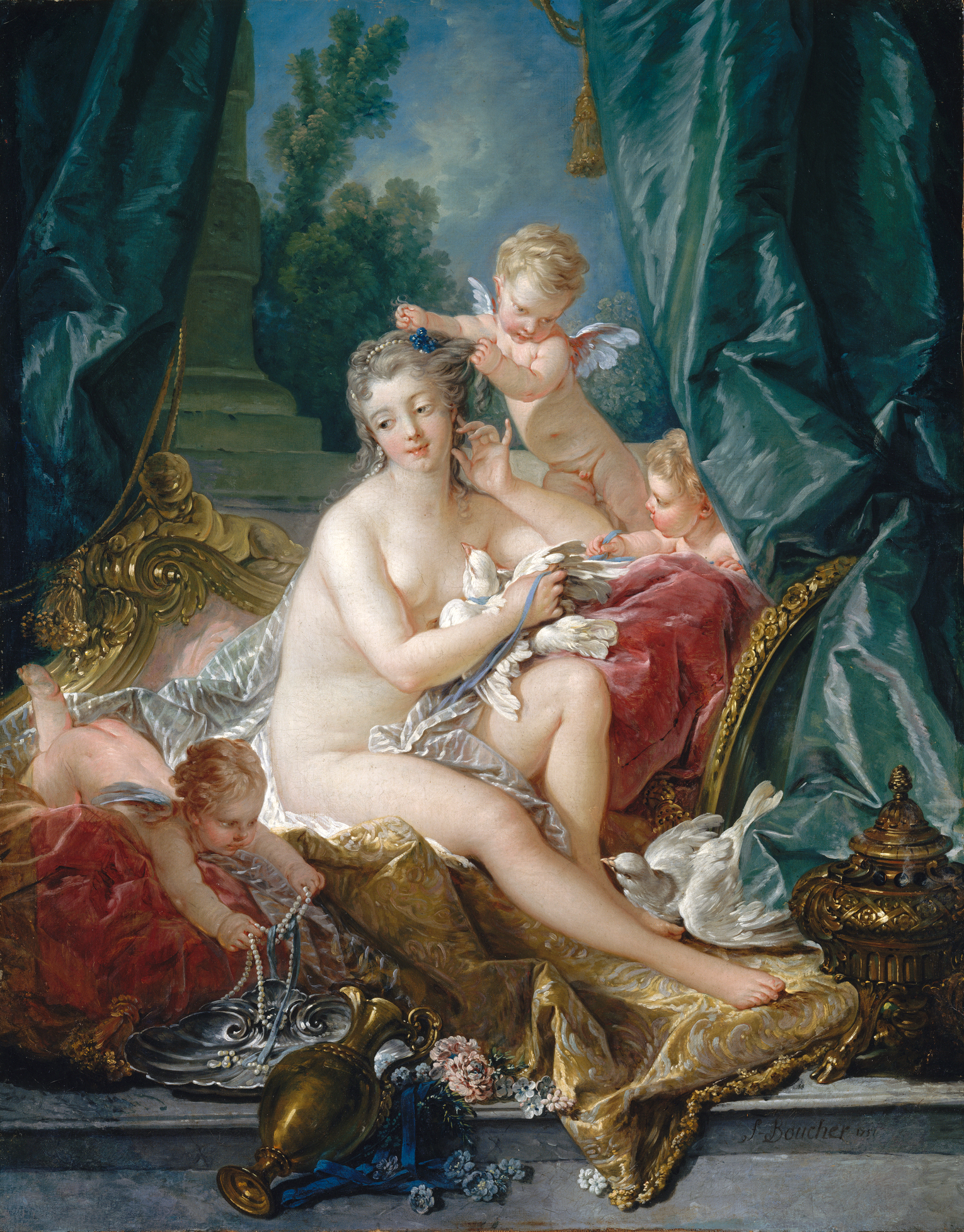
François Boucher : The Toilet of Venus (1746)
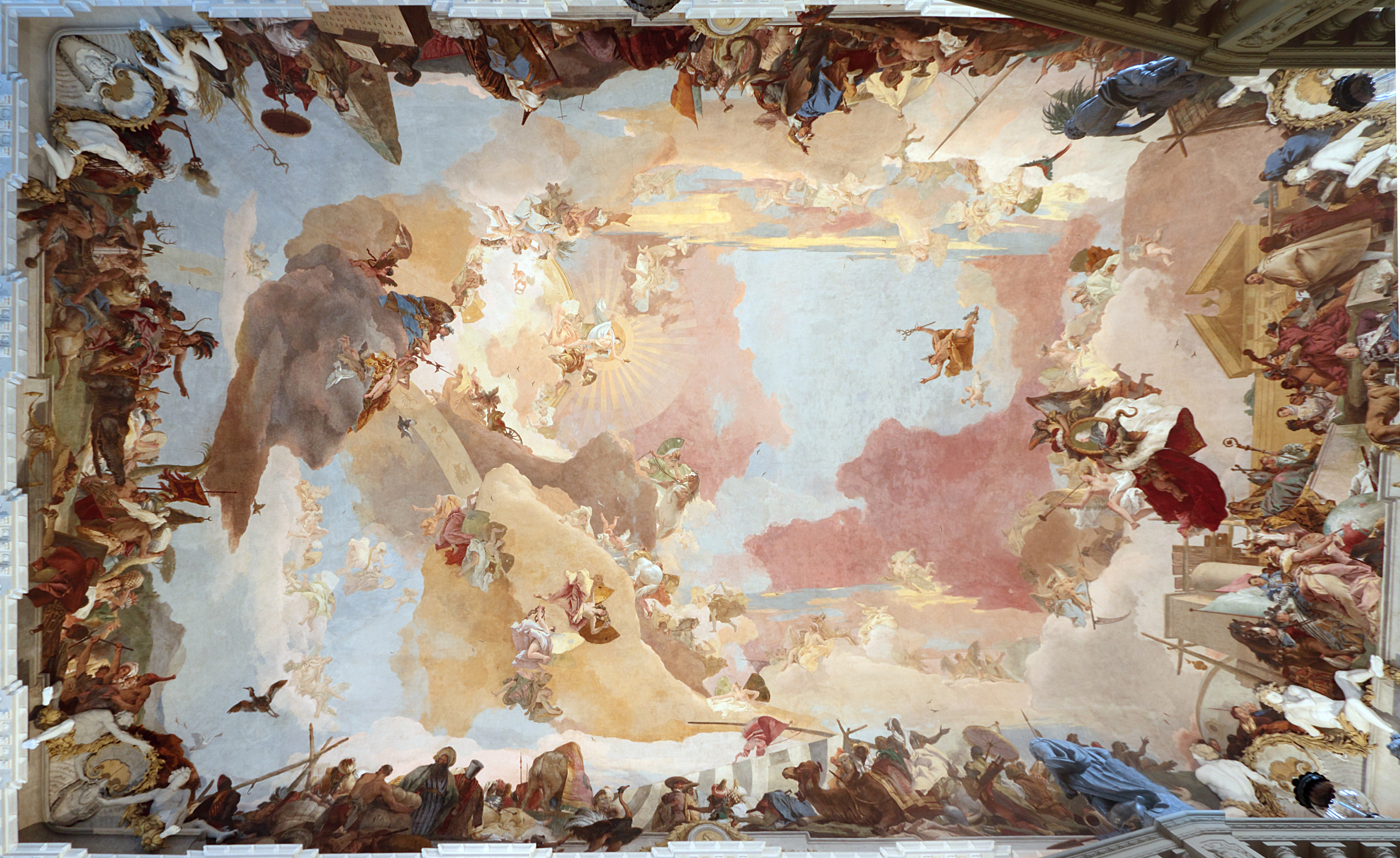
Giovanni Battista Tiepolo mennyezeti freskója a würzburgi rezidenciában (1720-1744)
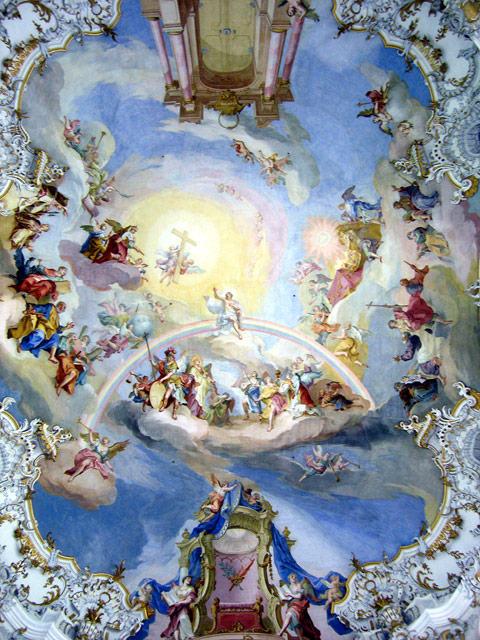
A Wieskirche mennyezete, Johann Baptist Zimmermann (1745-1754)

### Grafikusok
- A legkiválóbb díszítőrajzolók: Robert De Cotte, Juste Aurèle Meissonier, Gilles Marie Oppenort, Babel, Gaston Leroux és François de Cuvilliés.

## Iparművészetek
- Bútorkészítők: Charles-André Boulle, Caffieri, Jean-Henri Riesener, Charles Cressent, Thomas Chippendale.
- Ötvösök: Nicolas Delaunay, François-Thomas Saint-Germain, Jacques-Nicolas Roettiers.
- Porcelán: A rokokó korszakában vált híressé a meißeni és sèvres-i porcelán. A rokokó szobrok kis méretük ellenére is anatómiailag pontosak, rendkívül részletgazdagok, témaválasztásuk érzelmes, olykor melankolikus.

A leghíresebb porcelánkészítő mesterek Franz Anton Bustelli és Johann Joachim Kändler voltak.

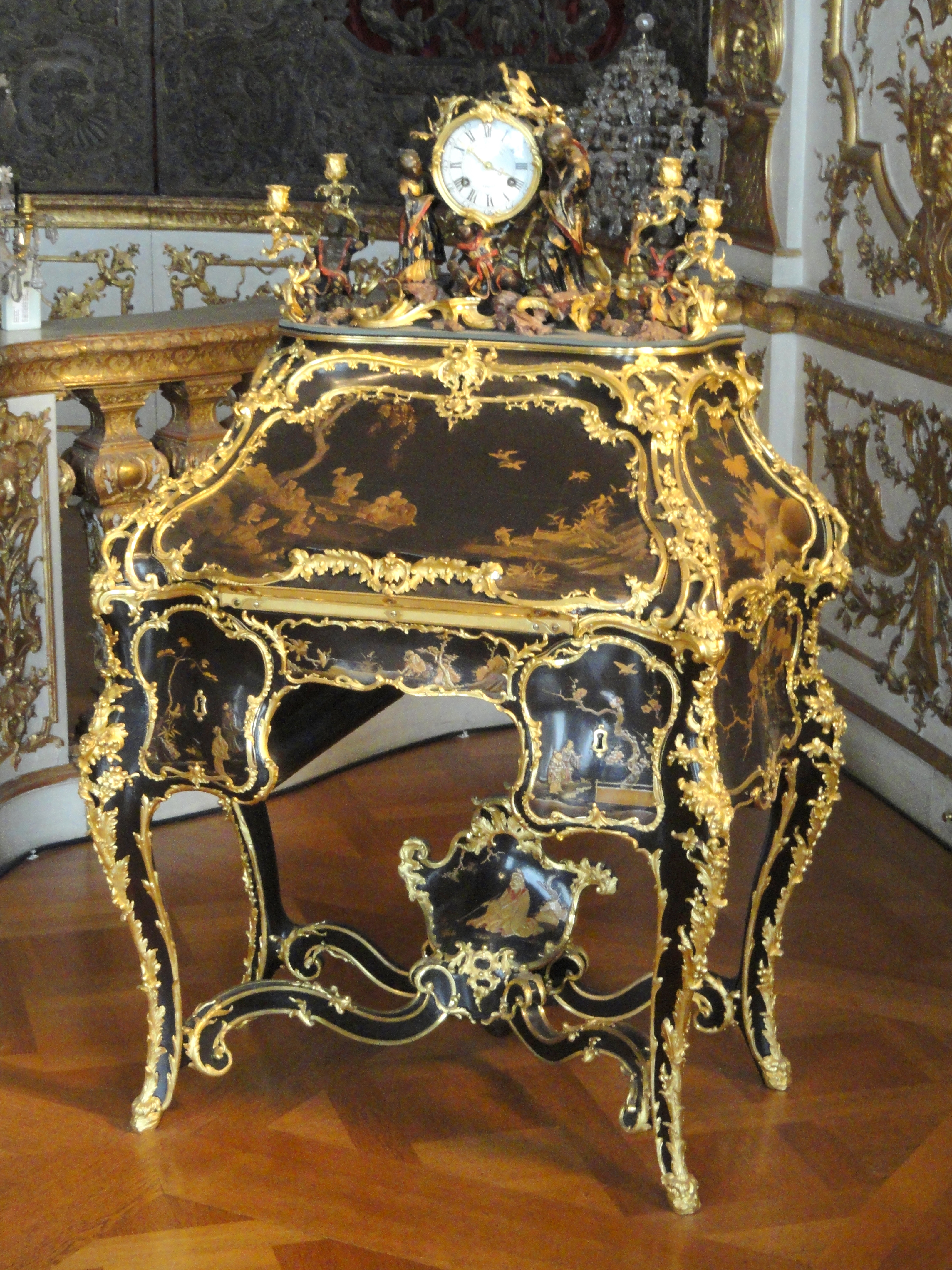
Bernard II van Risamburgh íróasztala, müncheni Residenz (1737)
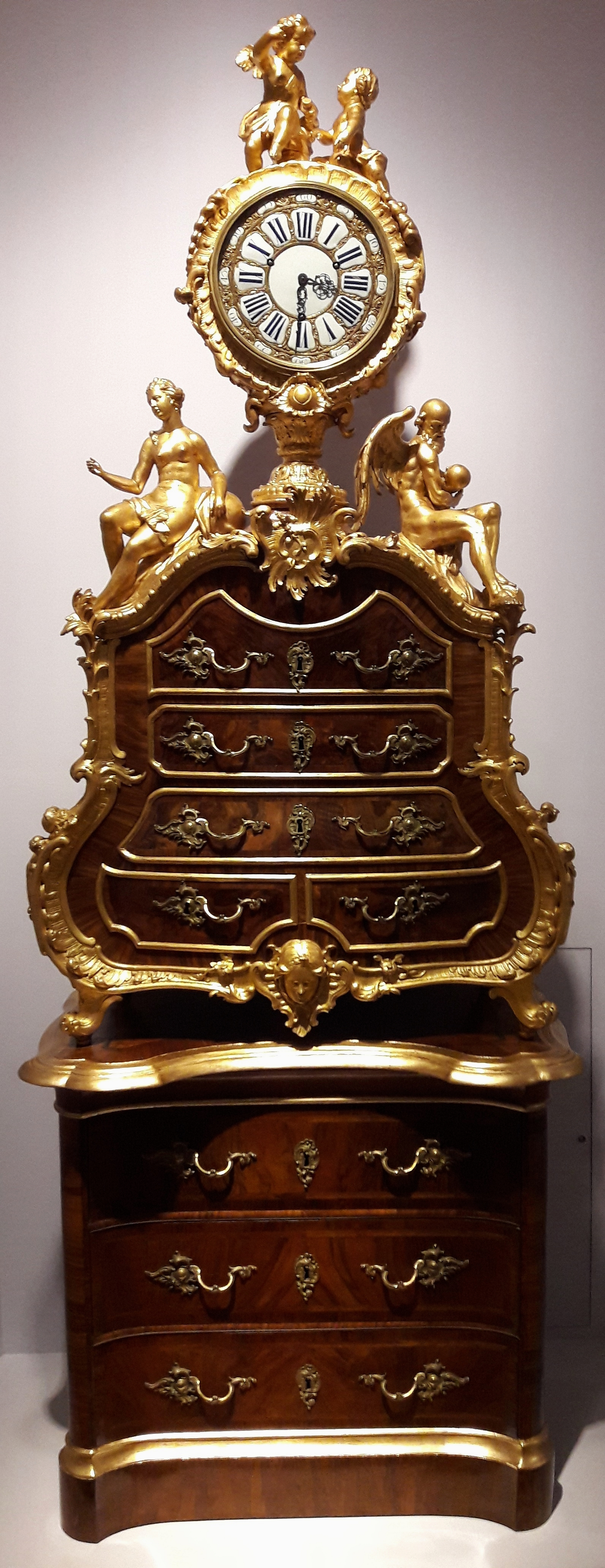
Óraszekrény Nagy Frigyes számára (1742)
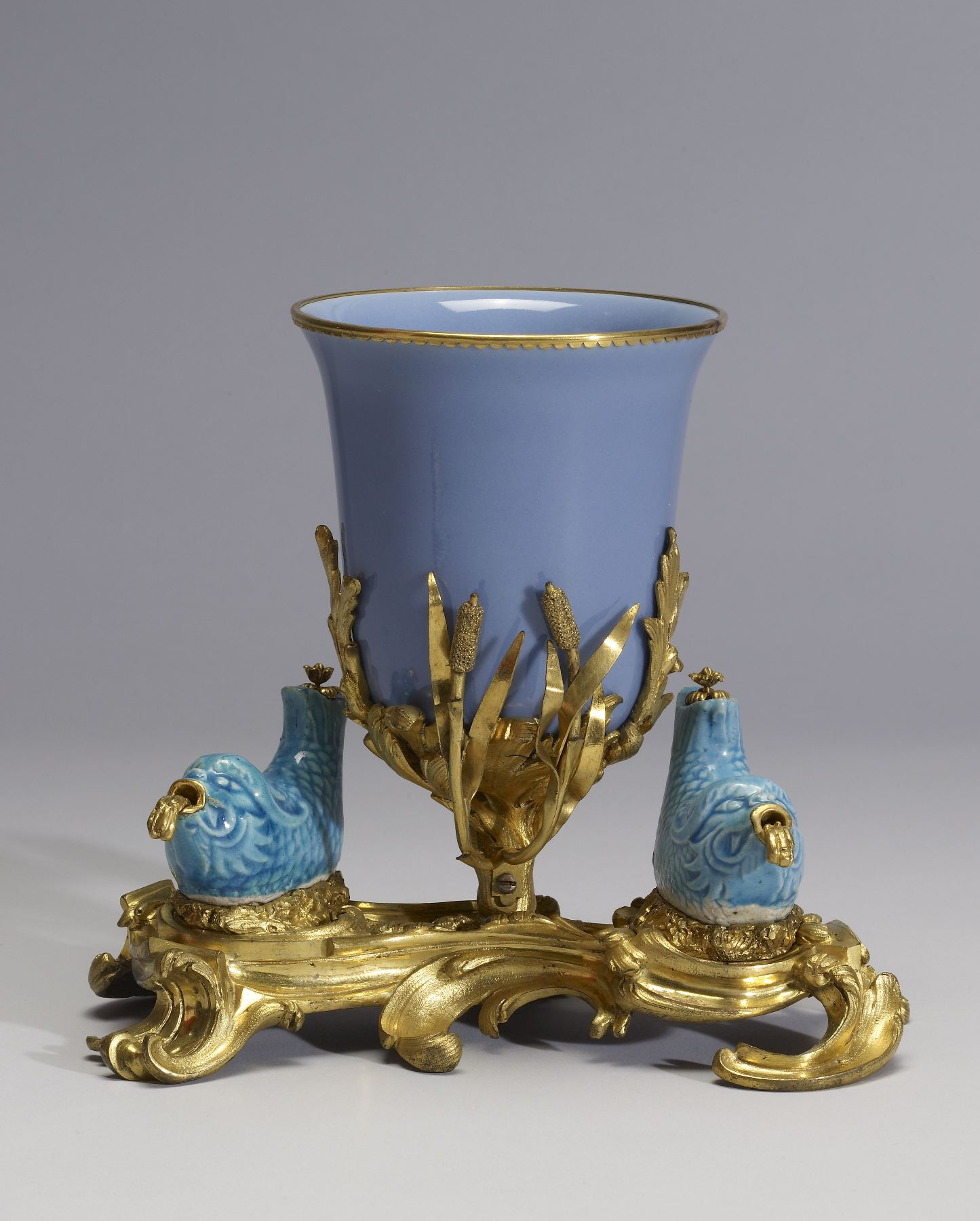
Egy kínai porcelántál és két hal aranyozott bronzban, Franciaország (1745-1749)
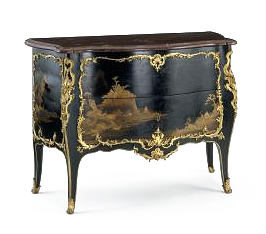
Chinoiserie (kínai) stílusú komód, Bernard II van Risamburgh, Victoria and Albert Museum (1750-1760)
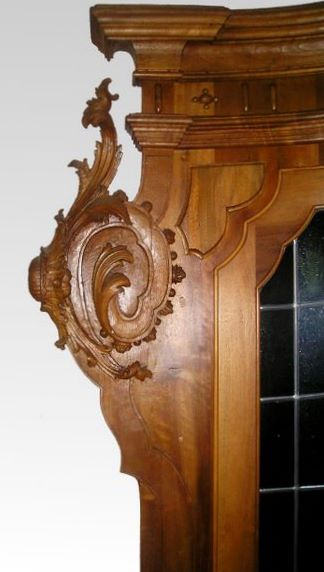
Rokokó stílusú gyóntatószék (1750; részlet)

## Divat
Franciaországból indult el a paróka divatja még XIV. Lajos idejében. Egy átmeneti stílus, a régence-stílus után beszélhetünk valódi rokokó parókákról, melyeket óriási méret, különleges, furcsának ható díszek jellemeznek. Előszeretettel fűzték tele vendéghajukat a nők kishajókkal, gyöngyökkel, kitömött madarakkal, virágokkal, strucctollakkal.
A divatos úrinő megjelenését abroncsos szoknyájának mérete és minél szorosabbra húzott fűzője határozta meg.